# Condizionatore d'aria

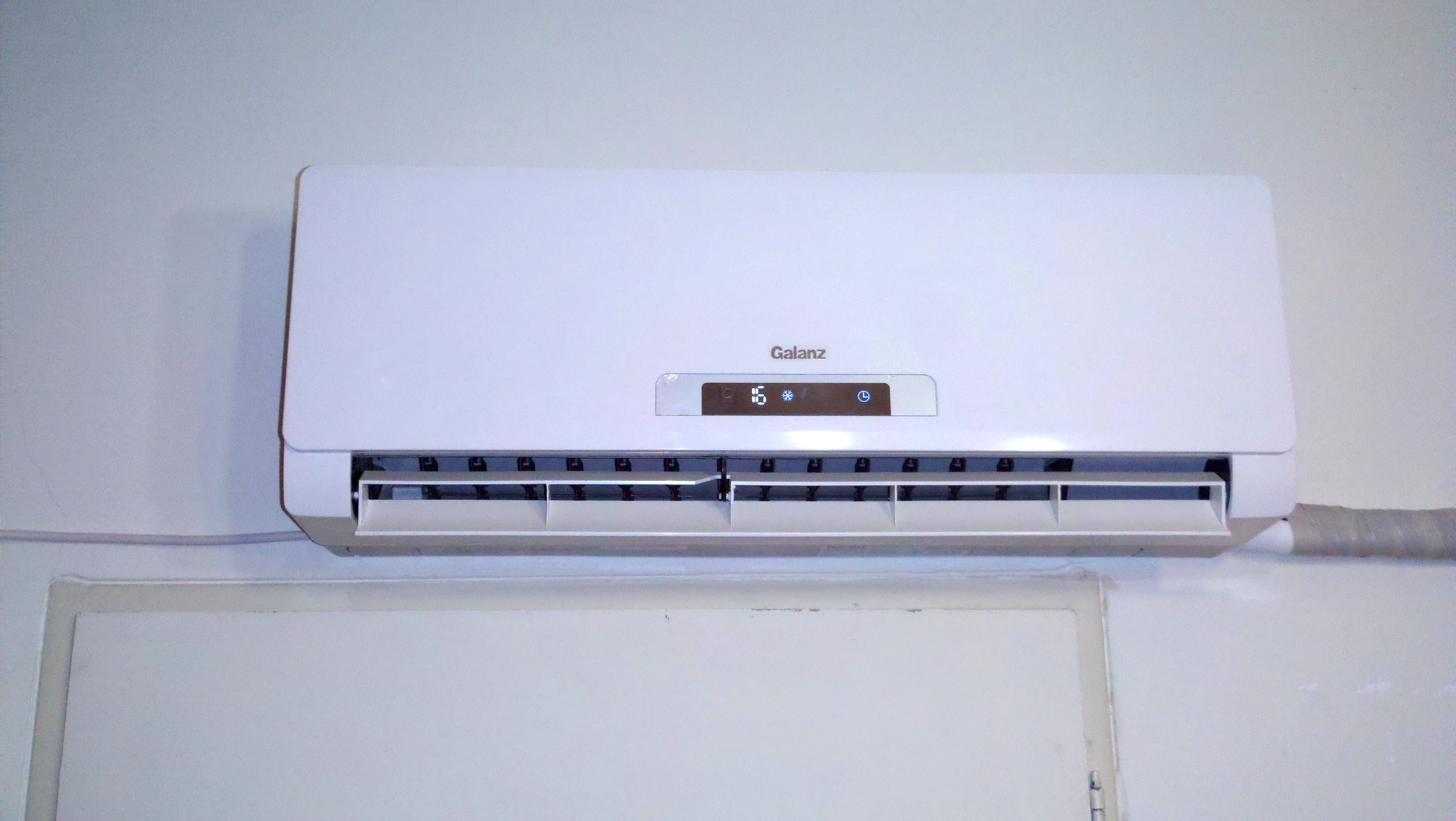
Unità interna di un climatizzatore.

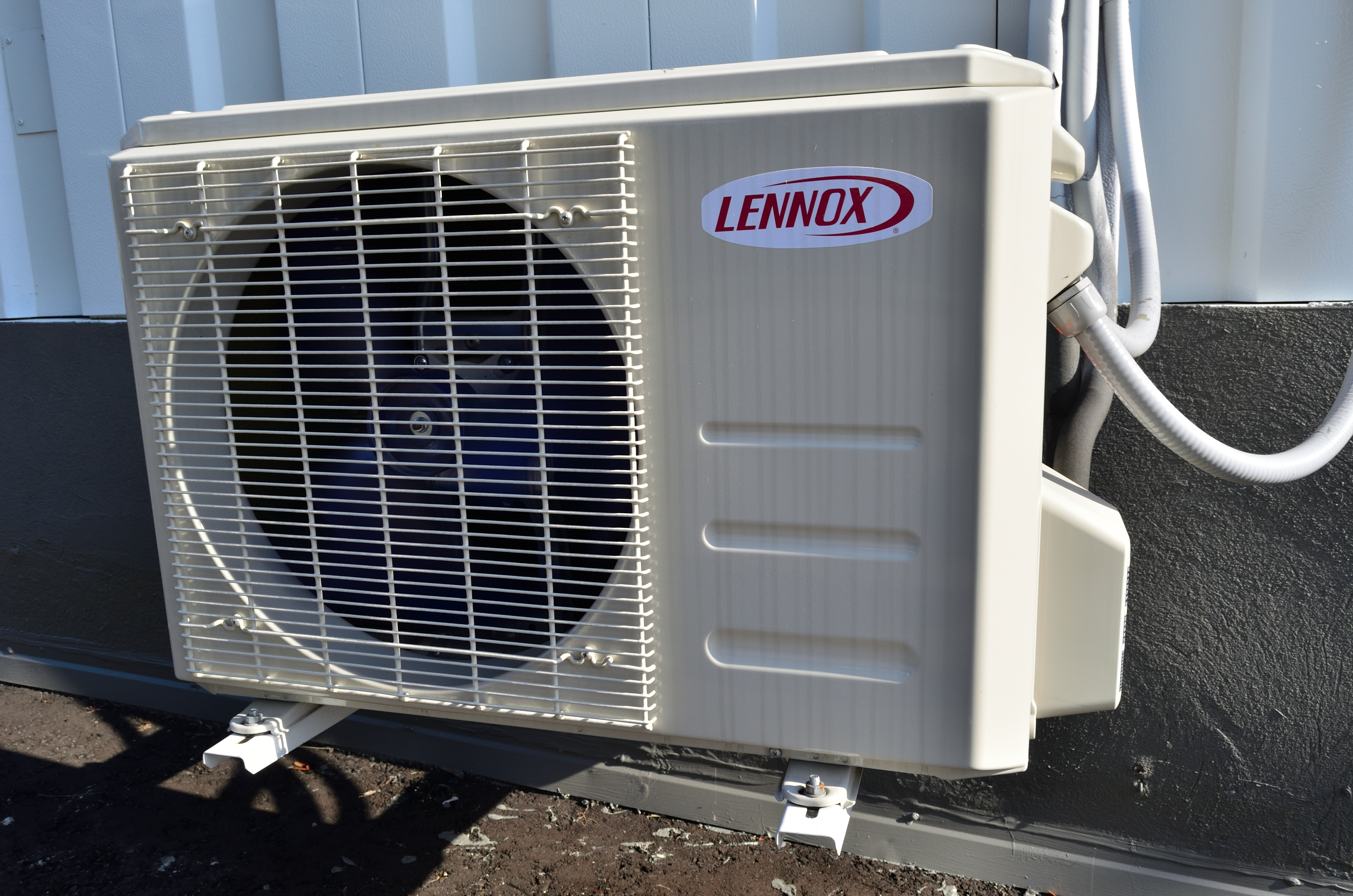
Unità esterna di un climatizzatore.

Il condizionatore d'aria è una macchina termica in grado di abbassare o innalzare la temperatura di una stanza o in generale di un ambiente di un edificio. Per ottenere questo risultato, sviluppa calore sensibile ed effettua la trasmissione di tale calore con un fluido, il quale cede tale calore all'ambiente. La potenza (termica) di un condizionatore si misura in frigorie/h o kW, com'è d'obbligo nell'etichetta energetica europea.
Il condizionatore fa parte della categoria dei "grandi elettrodomestici", anche chiamati "elettrodomestici bianchi", a cui appartengono anche la lavatrice, il congelatore, la lavastoviglie, la lavasciuga e il frigorifero.

## Storia
Il primo apparecchio per il raffreddamento climatico dell'aria fu brevettato nel 1886 dallo statunitense Lewis Latimer, disegnatore e progettista per Thomas Edison. L'espressione "aria condizionata" fu coniata da Stuart Warren Cramer, che si interessò allo studio dell'umidità e della temperatura dell'aria. Altri studi su come adattare la temperatura dell'aria alle esigenze umane furono compiuti da Willis Carrier, ingegnere in un'impresa di impianti industriali, il quale intorno al 1911 sfruttò i cambiamenti di stato di un gas per produrre variazioni di temperatura sia positive ("riscaldamento") sia negative ("raffrescamento") nell'ambiente. Tale sistema venne inizialmente implementato ed utilizzato per deumidificare piuttosto che per rinfrescare o riscaldare l'aria. Il metodo che consiste nel far evaporare un liquido dotato di bassa temperatura di evaporazione — ad esempio ammoniaca — era già noto, ma avveniva con rilascio del fluido refrigerante nell'ambiente, quindi era sfruttabile solo per brevi periodi; Carrier ebbe l'idea di confinare il fluido in un circuito chiuso. Dopo un anno gli fu affidato il compito di risolvere il problema del controllo dell'umidità dell'aria in una tipografia di Brooklyn, dove la carta raggrinziva e risultava inutilizzabile.
In precedenza l'eccesso di umidità veniva contrastato aumentando la ventilazione. L'umidità creava problemi di produttività, perché portava ad un'interruzione dell'attività.
Carrier completò il primo progetto di un impianto di condizionamento dell'aria il 17 luglio 1902; impiegava una tecnologia del tutto identica a quella degli impianti che troviamo in commercio attualmente, motivo per cui Carrier viene riconosciuto come l'inventore del condizionatore d'aria.

## Elementi costitutivi
I condizionatori d'aria sono, nella maggior parte dei casi, costituiti da due unità, una detta unità interna e una detta unità esterna in relazione alla collocazione rispetto all'ambiente da climatizzare. Tra le due unità corrono due tubi in rame isolati termicamente per la circolazione dei fluidi (uno in ingresso e uno in uscita) e i cavi elettrici dei collegamenti di controllo; l'alimentazione elettrica all'intero sistema solitamente viene portata dalla rete all'unità esterna e da essa all'unità interna.
Le due unità necessitano anche di un tubo di scarico per evacuare l'acqua che si forma per condensazione sullo scambiatore che funge da evaporatore. Sono in commercio anche condizionatori formati da un unico elemento, che devono essere installati in una parete adiacente all'ambiente esterno ed assolvono ad entrambe le funzioni delle due unità prima descritte; gli apparecchi di questo genere presentano però notevoli limiti di rendimento termodinamico e alto costo d'acquisto.
Le unità interne possono essere distinte in cinque tipologie costruttive:
- a muro: per installazioni a muro in posizione alta;
- a pavimento: come i fancoil;
- a console: per installazione a soffitto senza controsoffitto;
- a cassetta: per installazioni a incasso nei controsoffitti;
- canalizzabili: per l'installazione assiemata a canalizzazioni aerauliche e anemostati.

## Funzionamento e dettagli costruttivi

Schema di una pompa di calore
1. Condensatore (lato caldo)
2. Valvola di espansione
3. Evaporatore (lato freddo)
4. Compressore

Il funzionamento di un condizionatore si basa sul principio della pompa di calore, lo stesso impiegato in frigoriferi e congelatori: un ciclo termodinamico, svolto su un fluido refrigerante racchiuso in un circuito, sottrae calore da un lato del circuito e lo cede al lato opposto.
Il condizionatore è in genere costituito da:
- compressore: ha lo scopo di comprimere il fluido refrigerante; nel compressore il fluido refrigerante si trova allo stato gassoso; in accordo con le equazioni di stato dei gas (nel caso più semplice l'equazione di stato dei gas perfetti) aumentando la pressione del fluido aumenta anche la sua temperatura, per cui all'uscita dal compressore la temperatura e la pressione sono maggiori rispetto all'entrata; inoltre, il compressore è lubrificato da un olio lubrificante caratterizzato da una formulazione chimica che gli consente di dissolversi nel fluido refrigerante e quindi circolare nel circuito frigorifero;
- condensatore: uno scambiatore di calore che ha lo scopo di effettuare la condensazione del gas, cioè portarlo allo stato liquido sfruttando l'aumento di pressione impartito al gas dal compressore. Essendo tale passaggio esotermico, il gas cede calore, e tale calore viene disperso nell'ambiente tramite una superficie di scambio attraversata da una corrente d'aria, che viene quindi riscaldata;
- organo di laminazione: corrisponde ad una strozzatura della condotta; durante il passaggio in tale strozzatura, il liquido viene sottoposto a perdite di carico localizzate, per cui la sua pressione e la sua temperatura dimiuiscono; la strozzatura può inoltre essere fissa (tubo capillare) o variabile (ad esempio, valvola di laminazione termostatica oppure elettronica). La strozzatura variabile consente una regolazione del flusso del fluido refrigerante, sfruttata per la regolazione del surriscaldamento del vapore di refrigerante in uscita dall'evaporatore;
- evaporatore: uno scambiatore di calore che ha lo scopo di eseguire la vaporizzazione del fluido refrigerante allo stato liquido, un processo endotermico, che quindi assorbe calore dall'esterno mediante una superficie di scambio attraversata da una corrente d'aria, che viene quindi rinfrescata. Deve essere evitato il congelamento della superficie di scambio, al fine di consentire l'assorbimento del calore dell'ambiente e il conseguente cambiamento di stato del fluido refrigerante da liquido a vapore surriscaldato e la ventilazione dell'ambiente;
- filtro dell'aria: dispositivo posto nell'unità interna ed atto a depurare l'aria emessa dalle particelle solide in sospensione, come le polveri.

I fluidi refrigeranti più utilizzati nei condizionatori d'aria sono (o sono stati):
- R-12: condizionatori industriali (ormai fuori legge);
- R-22: condizionatori civili e terziario (ormai fuori legge);
- R-407C: condizionatori civili e terziario;
- R-410Aa: condizionatori civili e terziario.
- R-32: condizionatori civili e terziario.

Vi sono poi componenti ed accessori che servono a gestire il funzionamento del sistema, ad esempio valvole a solenoide a una o più vie o valvole di servizio, pressostati, ventilatori, telecomandi, termistori, schede elettroniche.
Negli impieghi civili la configurazione presenta due unità:
- un'unità esterna, ospitante il compressore, solitamente caratterizzata dalla ventola radiale;
- un'unità interna, chiamata anche split, che mette in circolo l'aria (condizionata o meno), distribuendola nei locali attraverso un'apposita feritoia.

## Tipi e caratteristiche
I condizionatori si dividono in due famiglie:
- quelli solo freddo
- quelli detti erroneamente a pompa di calore (in realtà tutti i condizionatori sfruttano il principio fisico della pompa di calore)

La differenza è che questi ultimi, oltre a raffreddare l'aria dell'ambiente climatizzato, possono anche riscaldarla invertendo, tramite una valvola a più vie, il flusso del refrigerante e quindi il ciclo di funzionamento, sottraendo calore all'aria esterna ed immettendolo nell'ambiente interno (ovviamente più bassa è la temperatura esterna più basso sarà il rendimento, dovendo tra l'altro modulare il flusso di refrigerante per evitare il congelamento dell'evaporatore). In un condizionatore con funzione di riscaldamento, lo scambiatore di calore di ogni unità può funzionare sia come evaporatore che come condensatore, con il primo che assorbe calore e il secondo che lo rilascia, mentre in un condizionatore solo freddo lo scambiatore dell'unità interna è sempre un evaporatore e quello dell'unità esterna sempre un condensatore.
Un'ulteriore distinzione è relativa alla loro alimentazione e al loro funzionamento. Sotto questo punto di vista, ci sono:
- condizionatori d'aria on-off
- condizionatori d'aria ad inverter.

La tecnologia dei condizionatori on-off è la più datata, la più semplice e la meno costosa; ha tuttavia un consumo energetico maggiore e offre scarso comfort. Quando la temperatura ambientale è sensibilmente diversa da quella impostata (mediante un termostato meccanico o elettronico), il compressore del condizionatore, che in questo genere di apparecchi può funzionare ad un solo livello di potenza, si avvia, provocando l'emissione di aria climatizzata a una determinata velocità, per fare in modo che l'ambiente raggiunga la temperatura desiderata. Quando tale temperatura viene raggiunta, il compressore si disattiva (con l'unità interna che si limita a far circolare l'aria nell'ambiente senza climatizzarla), per poi riavviarsi una volta che la temperatura dell'ambiente è cambiata ed ha raggiunto un valore di poco differente da quella impostata. Tale piccola differenza prende il nome di isteresi e serve a evitare che la frequenza di accensione e spegnimento del compressore sia eccessiva (e che la relativa usura sia molto rapida).
I condizionatori muniti di inverter sono invece dotati di sistemi elettronici di regolazione della potenza del compressore, che consentono di impiegare in ogni momento solo la potenza strettamente necessaria: quando viene richiesta una temperatura che si discosti sensibilmente da quella presente la potenza viene portata al massimo, per poi diminuire gradualmente man mano che la temperatura si avvicina al valore desiderato. Quando la temperatura fissata viene raggiunta, il compressore non si arresta completamente, ma continua a funzionare utilizzando solo la potenza necessaria a mantenere la temperatura ambiente vicina a quella desiderata (tipicamente nell'ordine di mezzo grado di differenza), senza arresti e cicli di isteresi. Si evita così l'emissione discontinua di aria climatizzata alternata ad aria a temperatura ambiente, garantendo maggior comfort, minori sollecitazioni del compressore dovute ai ripetuti avviamenti ed arresti e minor consumo di elettricità in caso di uso continuativo, cosa che permette anche di ammortizzare il costo maggiore. La potenza è inoltre ulteriormente modulabile regolando automaticamente la velocità di ventilazione in modo che la stessa diminuisca progressivamente al diminuire della differenza, istante per istante, tra la temperatura dell'ambiente e quella fissata, dato che la regolazione della portata del compressore permette di evitare il congelamento dell'evaporatore anche in presenza di carichi termici bassi.

## Aspetti energetici
I condizionatori, come molti elettrodomestici, sono vincolati da norme sul risparmio energetico. Nell'Unione Europea dal 1ºgennaio 2013 sul condizionatore dev'essere presente l'etichetta energetica, che riporta la classe di efficienza energetica. Le classi di efficienza energetica, dal mese di marzo 2021, vanno da A (migliore da marzo 2021) a G (peggiore, con i consumi più alti). I condizionatori con i minori consumi hanno la tecnologia inverter. Un condizionatore on-off può essere incluso in qualunque classe nel caso risulti consumare quanto il tipo di elettrodomestico (in questo caso il condizionatore) di una stessa classe, con tecnologia inverter oppure no.

## Prescrizioni normative nel mondo

### Italia
I condomini italiani possono emanare dei regolamenti condominiali, deliberati in assemblea, che vietano l'installazione in facciata delle unità esterne per motivi estetici. L'argomento è controverso, in quanto un bene collettivo (la bellezza del palazzo) si scontra con un beneficio privato (la climatizzazione dell'unità abitativa). Il vincolo spesso è superato se nell'appartamento vive una persona che ha necessità del condizionamento per motivi di salute, in tal caso spesso si può usufruire di una deroga al regolamento condominiale presentando certificati medici. Nell'ipotesi peggiore, si montano i climatizzatori senza unità esterna. 
Va specificato (per i condizionatori destinati per l'ambiente civile) che è regolato da leggi europee solo il collegamento per l'alimentazione del condizionatore dall'impianto elettrico del locale. Il collegamento tra le due macchine, sia idraulico che elettrico, non ricade nella legge perché la normativa europea considera l'insieme delle due macchine (interna + esterna) come un unico elettrodomestico.
Secondo le prescrizioni dell'Ente nazionale italiano di unificazione, le norme tecniche di riferimento principali sono:
- UNI EN 378-1: "Impianti di refrigerazione e pompe di calore" - REQUISITI DI SICUREZZA ED AMBIENTALI - Requisiti di base, definizioni, classificazione e criteri di selezione.
- UNI EN 378-2: "Impianti di refrigerazione e pompe di calore" - REQUISITI DI SICUREZZA ED AMBIENTALI - Progettazione, costruzione, prove marcatura e documentazione.
- UNI EN 378-3: "Impianti di refrigerazione e pompe di calore" - REQUISITI DI SICUREZZA ED AMBIENTALI - Installazione in sito e protezione delle persone.
- UNI EN 378-4: "Impianti di refrigerazione e pompe di calore" - REQUISITI DI SICUREZZA ED AMBIENTALI - Esercizio, manutenzione, riparazione e utilizzo.
- CEI norma 64-8/7 (Impianti elettrici utilizzatori a tensione nominale non superiore a 1000 V ca e a 1500 V cc - Ambienti ed applicazioni particolari)

### Unione Europea
Secondo il diritto dell'Unione Europea la direttiva dell'Unione Europea in tema è la n. 94/2/CE del 21 gennaio 1994 e al Decreto 12 aprile 1998 del Ministero dell'industria, del commercio e dell'artigianato; ogni Stato membro può poi avere una propria normativa.

## Alternative
Il condizionatore può essere parzialmente soppiantato da altre soluzioni utilizzate anche in antichità, come la torre del vento, la quale tramite la sua struttura riesce ad imprimere una corrente che permette un ricambio continuo d'aria, una sua evoluzione è la torre di raffreddamento, la quale fa anche uso dell'evaporazione dell'acqua per estrarre calore, una sua versione per un utilizzo su scala ridotta è il refrigeratore evaporativo, quest'ultimo se utilizzato in ambienti interni è auspicabile che l'edificio sia munito di una torre del vento.